# Japanischer Garten (Bonn)

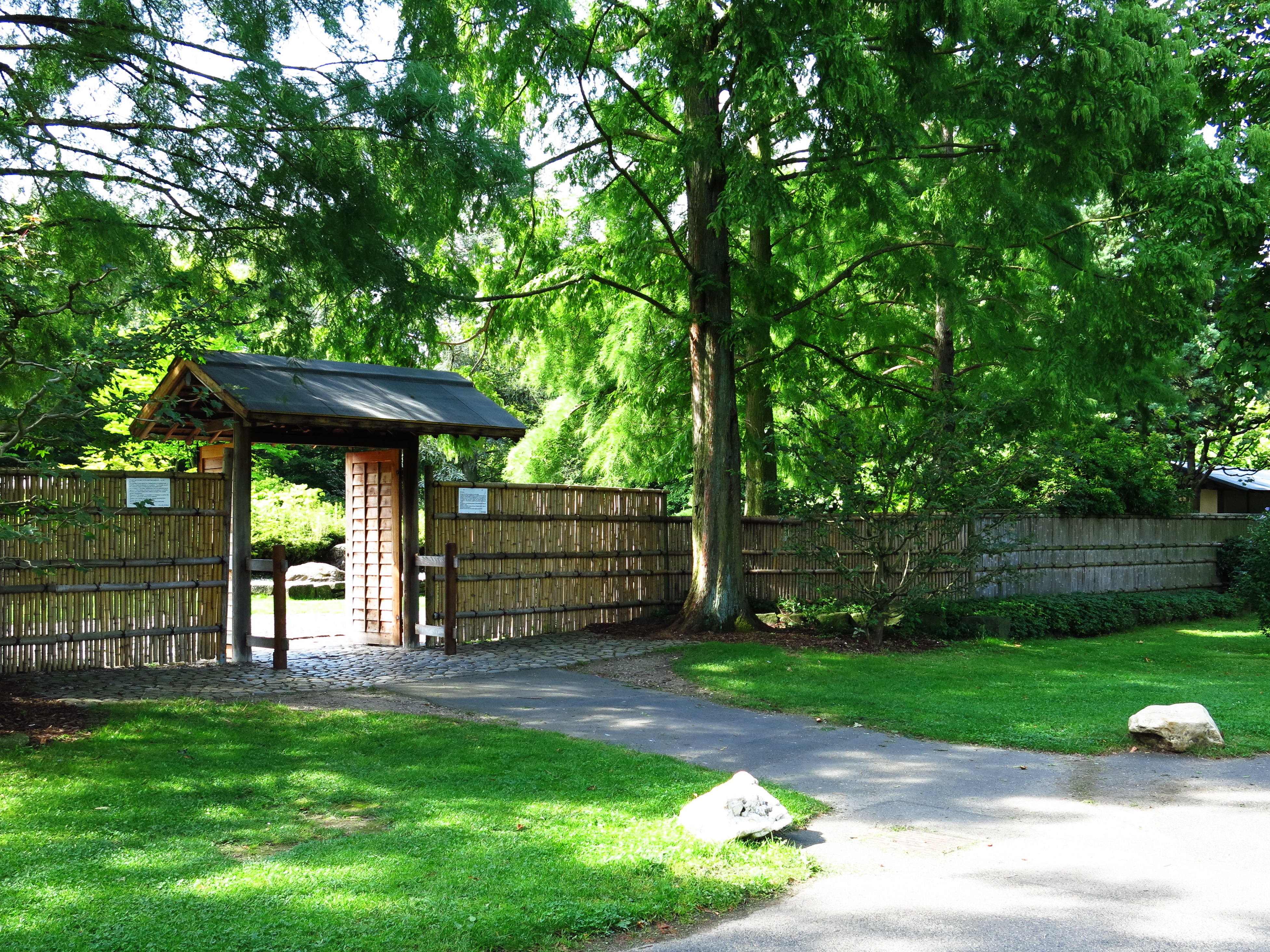
Blick auf den Eingang.

Der Japanische Garten innerhalb des Bonner Rheinauenparks wurde am 27. April 1979 im Rahmen der Bundesgartenschau eröffnet.

## Geschichte
Die Als ihren Beitrag zur Bundesgartenschau 1979 beauftragte die japanische Regierung den Präsidenten ihres Landschaftsgestaltungsverbandes, Dr. Akira Sato, mit der Schaffung eines japanischen Gartens. Der Japanische Garten ist einer der wenigen Nationen-Beiträge zur Bundesgartenschau, die auf Dauer erhalten geblieben sind.
Seit 2001 beteiligen sich Bürger über den Verein 'Bonsai-Team Bonn' an der Pflege des Gartens. Seit 2002 findet eine jährliche Bonsai-Ausstellung im Frühjahr während des Pfingstwochenendes statt.

## Beschreibung
Der Japanische Garten entstand im sogenannten Tsukiyama-Sensai-Stil, bei dem ein See, eine Insel (im japanischen Nakshima genannt) und ein kleiner Hügel die wesentlichen Elemente sind.

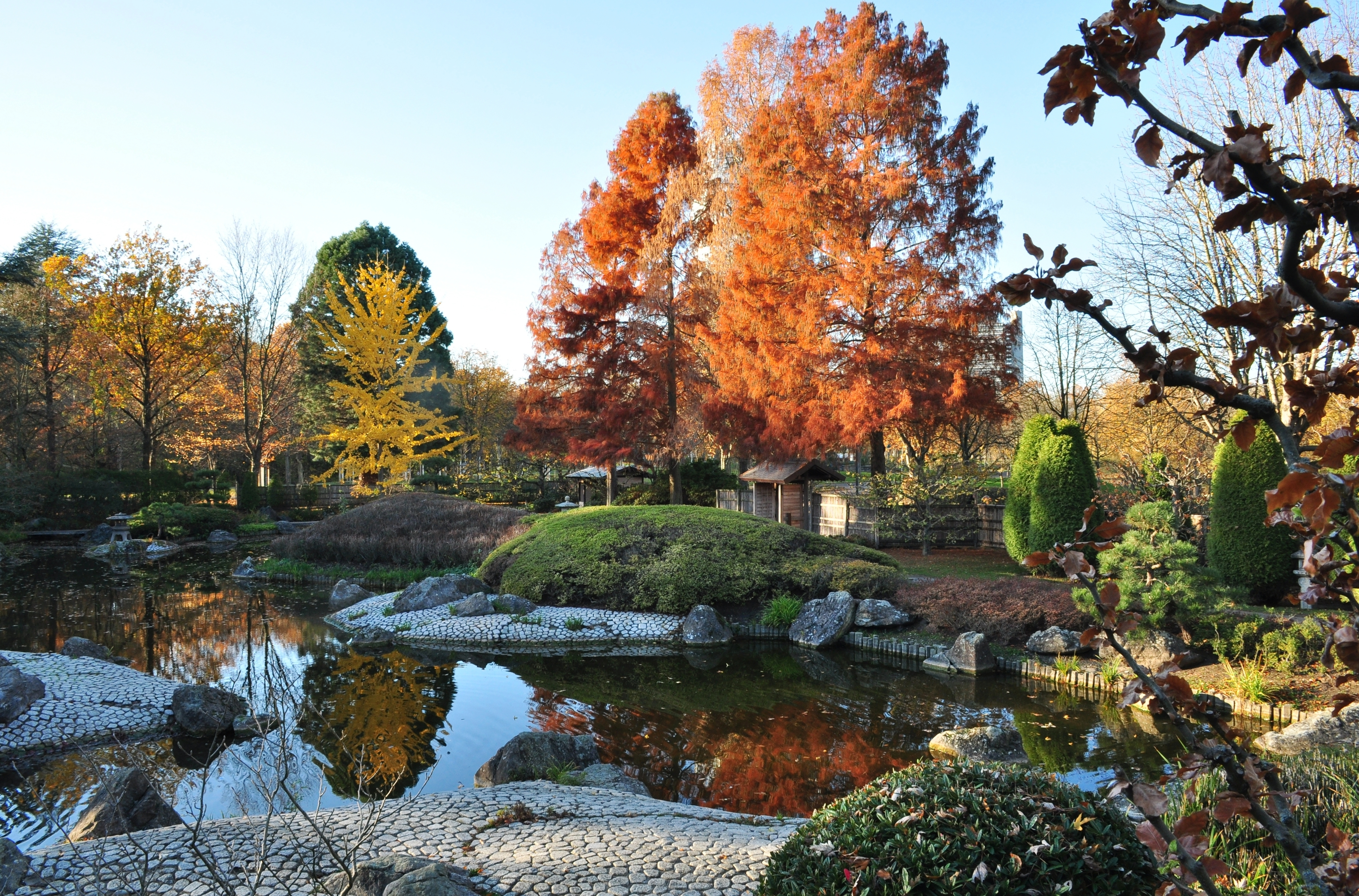
Blick auf den See im Herbst

Es wurde jedoch von einem reinen Meditationsgarten im Stil der alten Gärten Kyotos Abstand genommen und stattdessen ein Garten mit einem Rundweg, wie zur Edo-Zeit, angelegt. In einem Teil entstand außerdem ein sogenannter Kare-San-Sui-Garten (Trockengarten), wie in der Muromachi-Zeit üblich, und es wurden Einzelteile eines Teegartens übernommen.

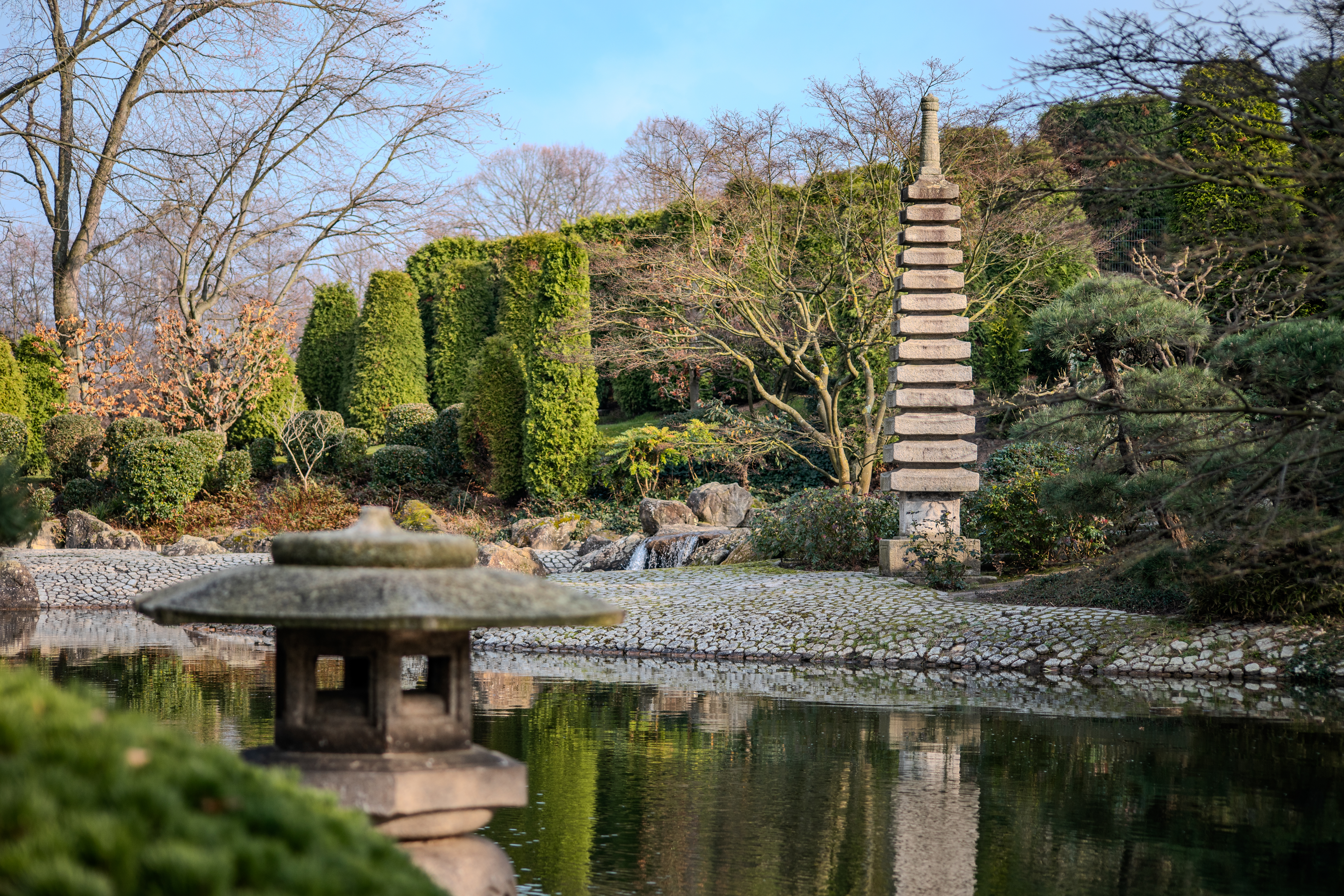
Blick auf die Pagode

Als japanischer Wandelgarten ist er, im Vergleich zur Wasserfläche, relativ klein, was nur durch die Liebe der Japaner zum Wasser begründet sein kann. Ein wesentlicher Bestandteil ist daher auch der Wasserfall.
Weitere Bestandteile sind die 13-stufige Pagode und die Steinlaternen in unterschiedlicher Ausführung und Bedeutung. Solche Pagoden, die noch in der Nara-Zeit in Tempeln aufgestellt wurden und eine buddhistische Bedeutung hatten, haben seit der Edo-Zeit keine religiöse Bedeutung mehr. Sie sind nur noch Schmuckstücke in Gärten.
Bei der Gestaltung des Gartens wurden zwei wesentliche Techniken angewendet. Zum einen wurde die umgebende Landschaft einbezogen (im japanischen als Shakkei-Technik bezeichnet), und zum anderen wurde der Garten so angelegt, dass man die Wasserflächen und die Gesamtheit des Gartens erst sieht, wenn man ein Stück in die Anlage hineingegangen ist.
Der Garten ist durch einen Zaun zum Rheinauenpark abgegrenzt.

## Bestandteile des Gartens
- Tor

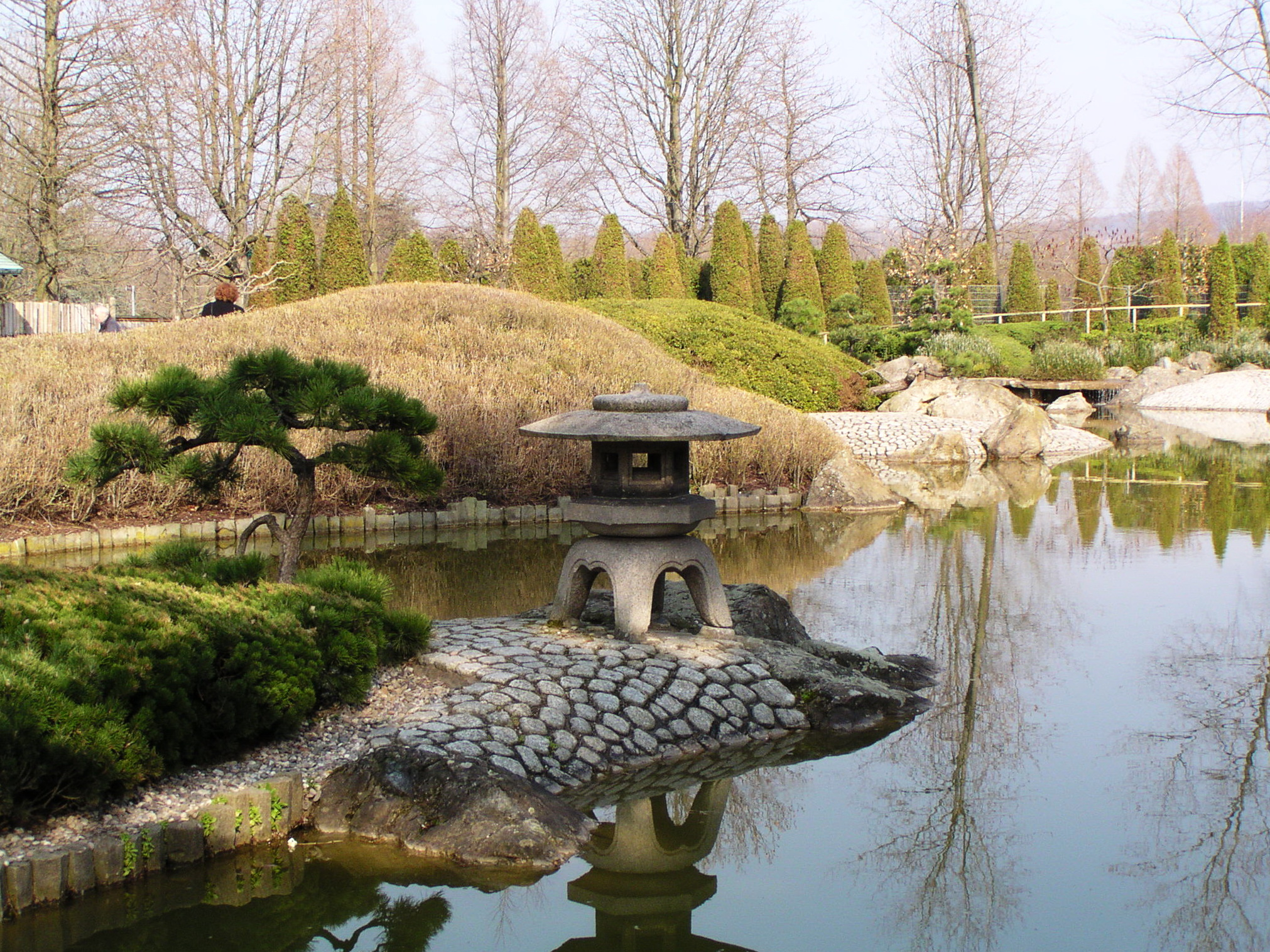
Blick auf eine der Steinlaternen.

- Steinlaternen in verschiedenen Ausführungen
- Gepflasterter Weg
- Steingarten
- Künstlicher Hügel
- Raum (Machiai)
- Brunnen
- Laube
- Sturzbach und Wasserfall
- 13-stufige Pagode

## Erläuterung des Gartens

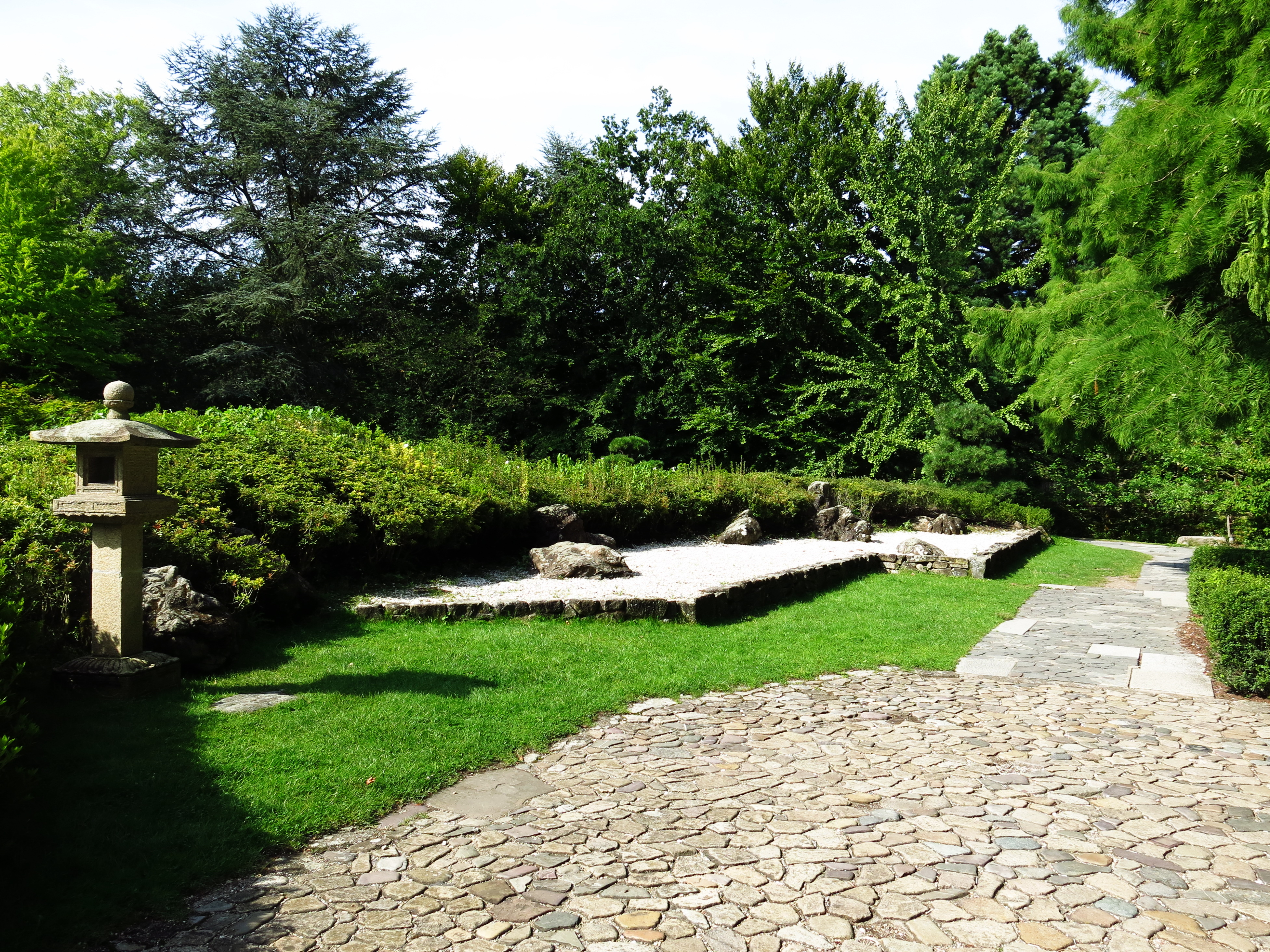
Blick auf den Eingangsbereich.

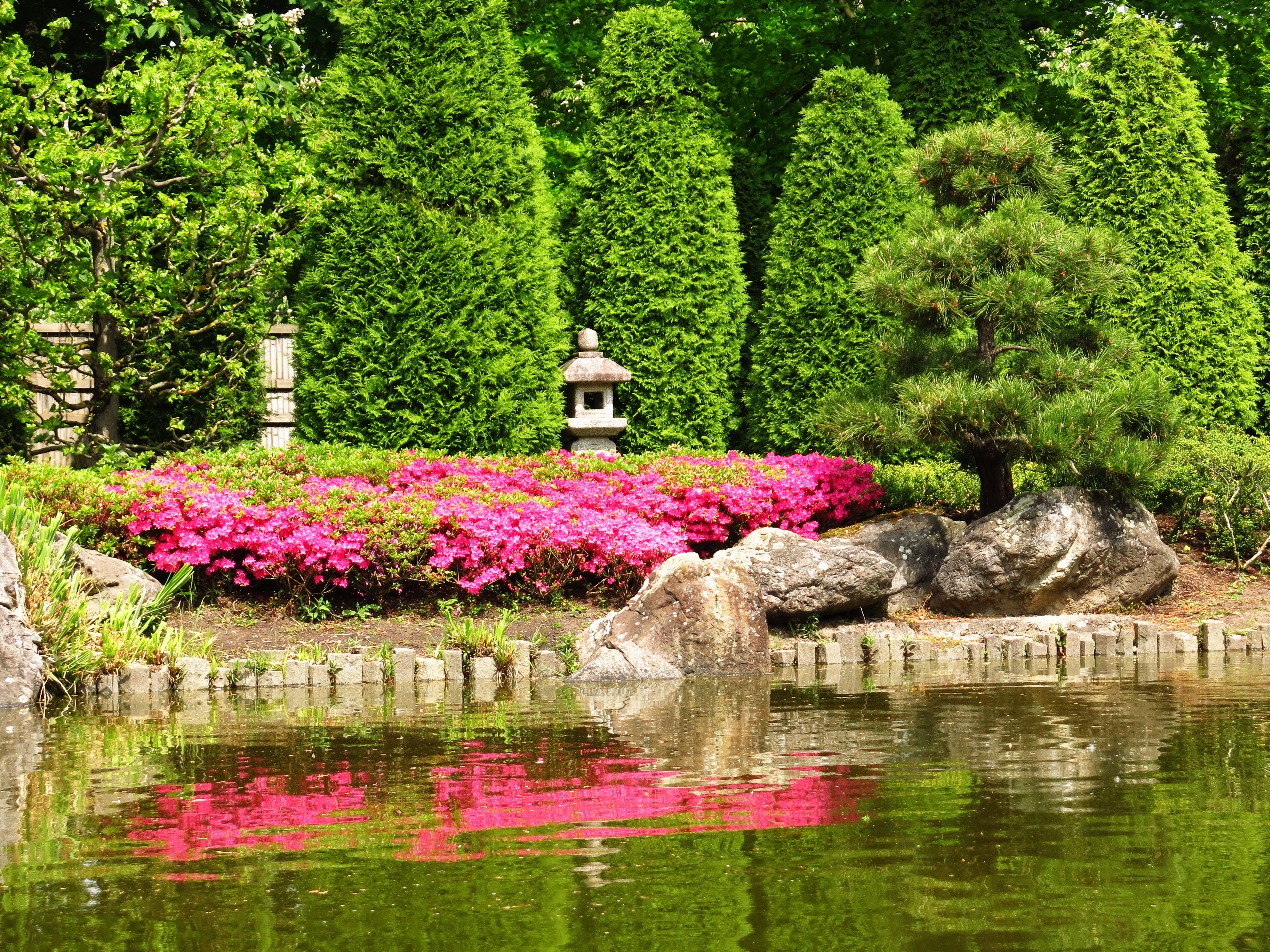
Blick auf den See mit einer Steinlaterne im Hintergrund.

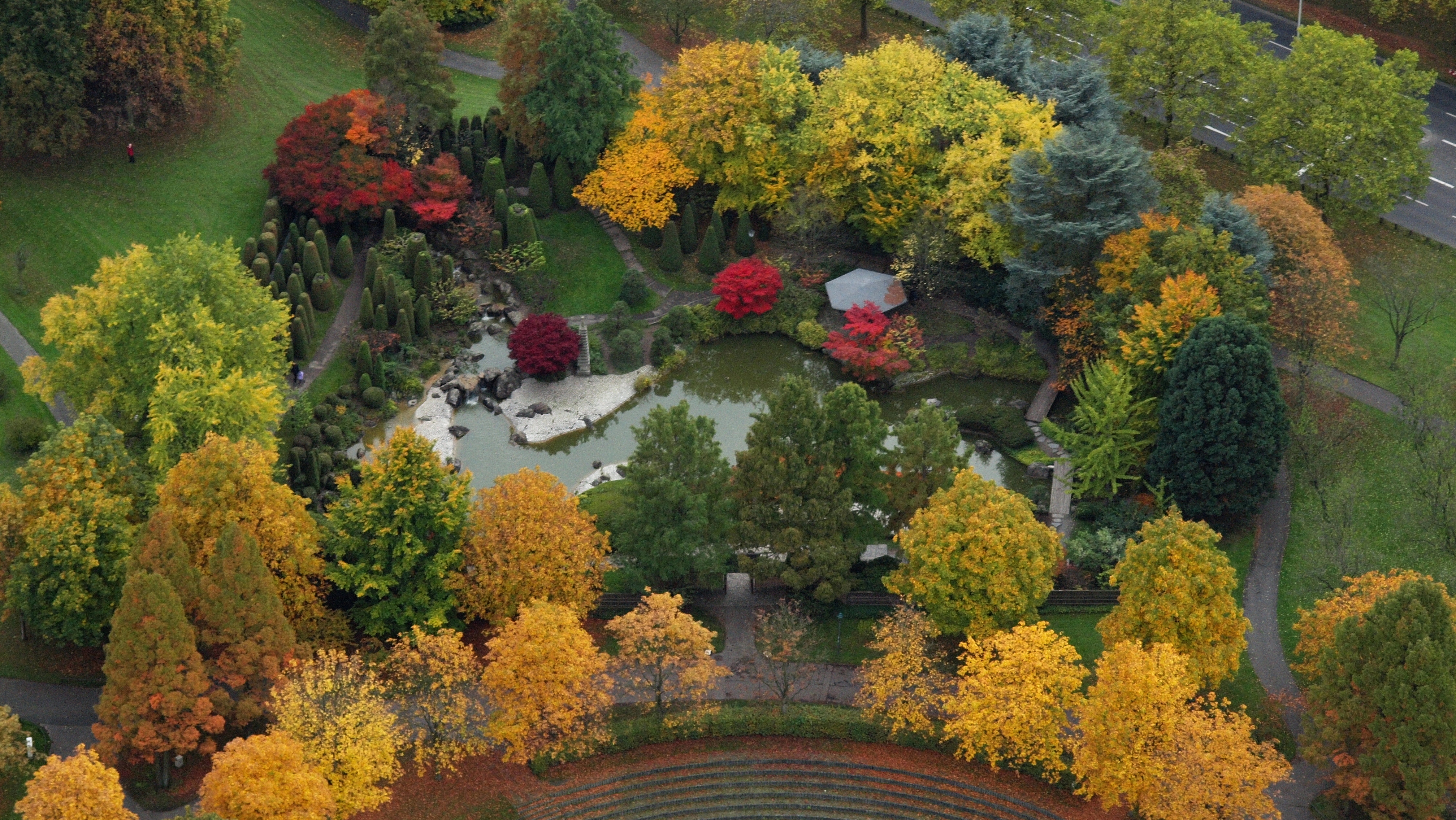
Japanischer Garten (Bonn), Luftaufnahme (Oktober 2015)

Der Garten wird durch das im Teezeremonienstil gebaute Tor betreten und sollte gegen die Uhrzeigerrichtung begangen werden.
Links neben dem Tor steht ein Begrüßungsstein mit drei Schriftzeichen (von oben nach unten gelesen) für „nicht“, „alt, altern, Alter“ und „Tor“. Wörtliche Übersetzung also „Tor des Nicht-Alterns“; etwas poetischer „Tor der ewigen Jugend“ oder „wer durch dieses Tor tritt, wird nicht alt“.
Direkt nach dem Eintreten fällt der Blick auf einen aufgeschütteten Hügel (Tsukiyama) und auf eine Steinlaterne (Nishinoya). Der Hügel verbirgt zunächst die eigentliche Gestalt des Gartens, um die Spannung darauf zu erhöhen. An der Steinlaterne befindet sich eine Erinnerungstafel, die an die Bundesgartenschau erinnert.
Wendet man sich nach rechts und folgt dem mosaikförmigen, mit schmalen, langen Steinen gepflasterten Weg (im japanischen Teegartenstil als Nobedun bezeichnet), erreicht man eine kleine Holzhütte mit nachgebildeten Brunnen (Izutsu).
Auf der linken Seite des Weges befindet sich ein Trockengarten im Kare-Sansui-Stil. Die Holzhütte, Machiai, ist ein Warteraum, in dem sich der Besucher auf die bevorstehende Teezeremonie einstimmt.
Der Weg führt nun über eine Holzbrücke auf eine kleine Insel, von der erstmals der gesamte Garten mit See zu sehen ist. Auf der Insel befindet sich eine weitere Steinlaterne (Yukimi). Hier erfährt der Besucher, was unter der Shakkei-Technik zu verstehen ist, da der Blick erstmals auch auf das Siebengebirge fällt, was dem Garten Größe und Weite verleiht.
Der Weg führt nun über eine zweite Brücke zur Azumaya, einer sechseckigen kupfergedeckten Holzlaube im Teezeremonienstil. Vom offenen Platz vor der Laube, der der Vorbereitung für eine Teezeremonie dient, erschließt sich der Blick auf einen kleinen Wasserfall einschließlich einer aus weißem Granitsteinen nachgebildeten Sandbank, auf der die Pagode steht. Die 500 Tonnen Steine für die Sandbank wurden in den Bergen von Hanamaki in der Präfektur Iwate ausgewählt und nach Deutschland transportiert.
Der Weg führt weiter den Hügel hinauf zur Quelle des Sturzbaches. Über Trittsteine, Sawatari genannt, wird der Bach überquert. Der Blick fällt hier auf einige Stromschnellen und den großen Wasserfall. Dem Weg folgend wird ein Aussichtspunkt erreicht, von dem der gesamte Garten erneut zu überblicken ist. Der Weg führt, vorbei an der Pagode und einer Steinlaterne (Oribe), die der Landschaft ein künstliches Element hinzufügen soll, nun wieder zum Eingang.